# Новий кулак люті
Новий кулак люті (англ. New Fist of Fury, кит. трад. 新精武門, спр. 新精武门, піньїнь Xīn jīng wǔ mén) — гонконгський фільм, з Джекі Чаном у головній ролі. Кінофільм вийшов на екрани в 1976 році.

## Сюжет
Сиквел до «Кулака люті» з Брюсом Лі починається там же, де закінчується оригінальний фільм. Три соратники героя Брюса Лі, убитого в першому фільмі, що залишилися, від'їжджають з Шанхаю на Тайвань, щоб продовжити там свою боротьбу з японськими загарбниками.
В цей час там з'являється новий начальник-японець, великий фахівець з бойових мистецтв, який вирішує узяти під свою юрисдикцію усі школи китайських бойових мистецтв, що, природно, не подобається китайцям.
Джекі Чан же тут грає вуличного злодюжку, якого «волею долі» заносить у школу героя Хана Ін Чі, куди потрапляє і трійця з Шанхаю.